# محطة قطار بشلول
محطة بشلول هي محطة قطار جزائرية تقع في بلدية بشلول بولاية البويرة .

## موقع في السكك الحديدية
تقع المحطة شمال مدينة بشلول على خط الجزائر-سكيكدة حيث تسبقها محطة الإسنام وتتبعها محطة العجيبة .

## خدمة الركاب

### خدمة
تخدم محطة بشلول القطارات الإقليمية:
- الجزائر - سطيف ؛
- الجزائر - بجاية  .

## أنظر أيضا

### مَقالات ذات صلة
- خط من الجزائر إلى سكيكدة
- قائمة محطات القطارات في الجزائر

### رَابط خارجي
- "SNTF". Société nationale des transports ferroviaires (SNTF). مؤرشف من الأصل في 2025-07-02..

قالب:Desserte gare/début
قالب:Desserte gare
قالب:Desserte gare
قالب:Desserte gare/fin